# Beryl Power
Pour les articles homonymes, voir Power.
Beryl Millicent Le Poer Power (17 septembre 1891 - 4 novembre 1974) est une fonctionnaire britannique. Elle a dirigé plusieurs programmes pendant la Seconde Guerre mondiale et a travaillé pour l'Administration des Nations unies pour le secours et la reconstruction en Chine de 1945 à 1949.

## Biographie
Beryl Power naît à Dunham Massey en 1891. Elle est la plus jeune fille de Philip Ernest Le Poer Power, agent de change, et de Mabel Grindley, née Clegg. Elle est la sœur de l'historienne Eileen Power et de la journaliste Rhoda Power. Les trois soeurs sont confiées à leurs grands-parents maternels et à des tantes après l'emprisonnement de leur père pour fraude en 1891 et la mort de leur mère en 1903. Beryl Power fait ses études secondaires à Bournemouth et à l'Oxford High School, puis elle s'inscrit en 1910 au Girton College où elle obtient une mention bien aux tripos d'histoire en 1913. Après ses études, elle est conférencière et organisatrice de la National Union of Women's Suffrage Societies, jusqu'au déclenchement de la Première Guerre mondiale, en 1914.
En 1909, le gouvernement avait adopté la première des Trade Boards Acts qui établissaient des salaires minimums dans un certain nombre de métiers. Beryl Power est recrutée comme inspectrice en 1915 par le Board of Trade et chargée de faire appliquer cette législation impopulaire. Elle enquête sur les emplois des femmes, dans des ateliers En 1920, elle est promue inspectrice en chef adjointe au ministère du Travail, créé en 1916 et qui a repris les activités du Board of Trade. La même année, elle reçoit la bourse d'études Rose Sidgwick allouée par l'American Association of University Women, mais le ministère du Travail ne la laisse pas réaliser son projet de séjour aux États-unis pour étudier la législation sur le salaire minimum aux États-Unis.
Cependant, en 1925, elle fait un séjour d'études aux États-Unis grâce à un financement de la Laura Spelman Rockfeller memorial fellowship et elle étudie les conditions de travail des femmes et des enfants, sujet sur lequel elle produit deux rapports, à la demande du ministère du Travail. En 1929, elle est nommée membre de la commission sur le travail en Inde dirigée par John Henry Whitley, et séjourne en Inde et en Birmanie.
En 1938, elle organise le registre des personnes dont les compétences peuvent être utiles au gouvernement. Lorsque le Royaume-Uni entre en guerre en 1939, ce registre, Central Register for Persons with Scientific, Technical, Professional and Higher Administrative Qualifications, permet d'identifier les scientifiques pouvant participer à l'effort de guerre. Les noms des personnes sont proposés par les universités et la Royal Society. L'année suivante, elle participe à l'évacuation d'enfants dans le Commonwealth, dans le cadre du Children's Overseas Reception Board, pour éviter les bombardements ennemis, opération qui cesse après le torpillage du SS City of Benares en septembre 1940. Elle est ensuite affectée au ministère de l'approvisionnement, où elle dirige les sections du logement et de l'assistance sociale.
De 1945 à 1949, le Foreign Office lui demande de prendre des fonctions à l'Administration des Nations unies pour le secours et la reconstruction (UNRRA) en Chine, sous la responsabilité du ministre chinois des affaires sociales.
Elle prend sa retraite en 1951 et investit son temps et son argent dans diverses causes, notamment au Girton College. Elle donne une somme d'argent pour meubler Crosby Hall, en mémoire des « trois sœurs Power », elle-même, la journaliste Rhoda et l'historienne Eileen.
Beryl Power meurt en 1974 à son domicile de Clarendon Road, à Kensington, après avoir absorbé un cocktail de barbituriques et d'alcool.